# 史迈斯报告
《史迈斯报告》（英語：Smyth Report）是美国物理学家亨利·德沃尔夫·史迈斯为曼哈顿计划所撰写的组织沿革报告。曼哈顿计划是盟军在第二次世界大战期间的原子弹研发计划。该报告的全称为《原子能的军事用途的方法发展总报告》（A General Account of the Development of Methods of Using Atomic Energy for Military Purposes）。1945年8月6日及9日的广岛、长崎原子弹爆炸事件才过去了几天，报告便于8月12日出版。
史迈斯受曼哈顿计划的负责人格罗夫斯少将的委托而撰写了《史迈斯报告》。这份报告是第一份官方出版、关于原子弹的发展和其基本物理原理的报告。同时，人们也依据这份报告来确定哪些机密已经得到解禁——报告谈及的任何内容都可以公开自由地讨论。因此，报告中的大量的核物理基础理论知识都是早在科学界就已经广为人知，或者可以利用现有知识轻松地推导出来。而报告对于化学、冶炼、军械等方面的细节则一概没有透漏。这最终会误导人们以为曼哈顿计划只和物理学有关系。
《史迈斯报告》在头八版中售出了几近127,000份，并登上了《纽约时报》1945年10月中旬至1946年1月下旬的畅销书榜。该报告已经被翻译成至少40多种语言。

## 背景
亨利·德沃尔夫·史迈斯是普林斯顿大学的物理学教授，曾于1935年至1949年间担任大学的物理系主任。二战期间，他于1941年初参与了曼哈顿计划。一开始他是作为美国国防部科研委员会S-1铀委员会的一员加入计划，后来则改为以芝加哥大学冶金实验室的副主任身份参与其中。1943年年末，因当时物理学家大都忙于战事，时任普林斯顿大学校长哈罗德·道兹坚持要求史迈斯在普林斯顿大学兼职，以弥补人手不足的问题。普林斯顿大学承诺为政府培养军队人才，因此道兹需要像史迈斯这样的物理学家来兑现大学的承诺。自此，史迈斯一周在普林斯顿工作，一周返回芝加哥作科学顾问，设计以重水作中子减速剂的核反应堆。
在1944年初，史迈斯提出想要面向公众做一份曼哈顿计划的公开报告。冶金研究所主任阿瑟·康普顿赞成这一想法，并与哈佛大学校长、曼哈顿计划资深成员詹姆斯·布莱恩特·科南特商讨此事，发现对方也有类似的想法。科南特随后向曼哈顿计划的负责人莱斯利·理查德·格罗夫斯少将提及此事。当年四月，史迈斯收到了格罗夫斯的正式来信，请他来撰写这份报告。五月，曼哈顿计划的管理机构——军事政策委员会批准，允许撰写该报告，并允许史迈斯担任报告的作者。
这份报告有两个目的。首先，它是美国政府对于原子弹发展状况的一个官方的公开报告。报告描述了位于洛斯阿拉莫斯、橡树岭和汉福德区的秘密实验室、秘密工厂的发展情况，以及原子弹爆炸的物理过程（尤其是核裂变、核连锁反应这两个方面）。第二，其他科学家也用它来作已经解密的信息的参考。任何在《史迈斯报告》中谈及的问题都可以公开讨论。报告中描述的大量核物理基础理论知识此之前就已经在其他的解密文档中出现，都是早早地在科学界就已经广为人知，或者可以利用现有知识轻松地推导出来。
在《史迈斯报告》的前言中，史迈斯说明了这篇报告的目的：
每一位公民都有责任和义务执行我国的国策。但是，只有当公民对这些责任充分知情时，才能明事理地执行这些义务。我们不能指望普通公民了解原子弹的原理是什么，但所幸国家有着大批工程师和科学家，他们能明白这一切，并向人们诠释原子弹背后蕴藏着的可能性。这篇报告正是为这些专业人士写的，其中描述了美国自1939年来的原子弹制造工作。这篇报告不是一份官史，也不是专家们的技术指导。出于保密原则，部分细节内容、报告关注重点与曼哈顿工程本身有所出入，所以许多可以说很有意思的中间过程被略去了。 
但这段文字和格罗夫斯在前言中写的不尽相同：
本卷放出了目前不违反国家安全规定前提下的一切相关科学信息。禁止向任何直接或间接参与计划的个人或团体索取额外的信息。任何未经许可，试图泄密或加密信息的行为将会依照间谍法受到严厉处罚。

## 起草

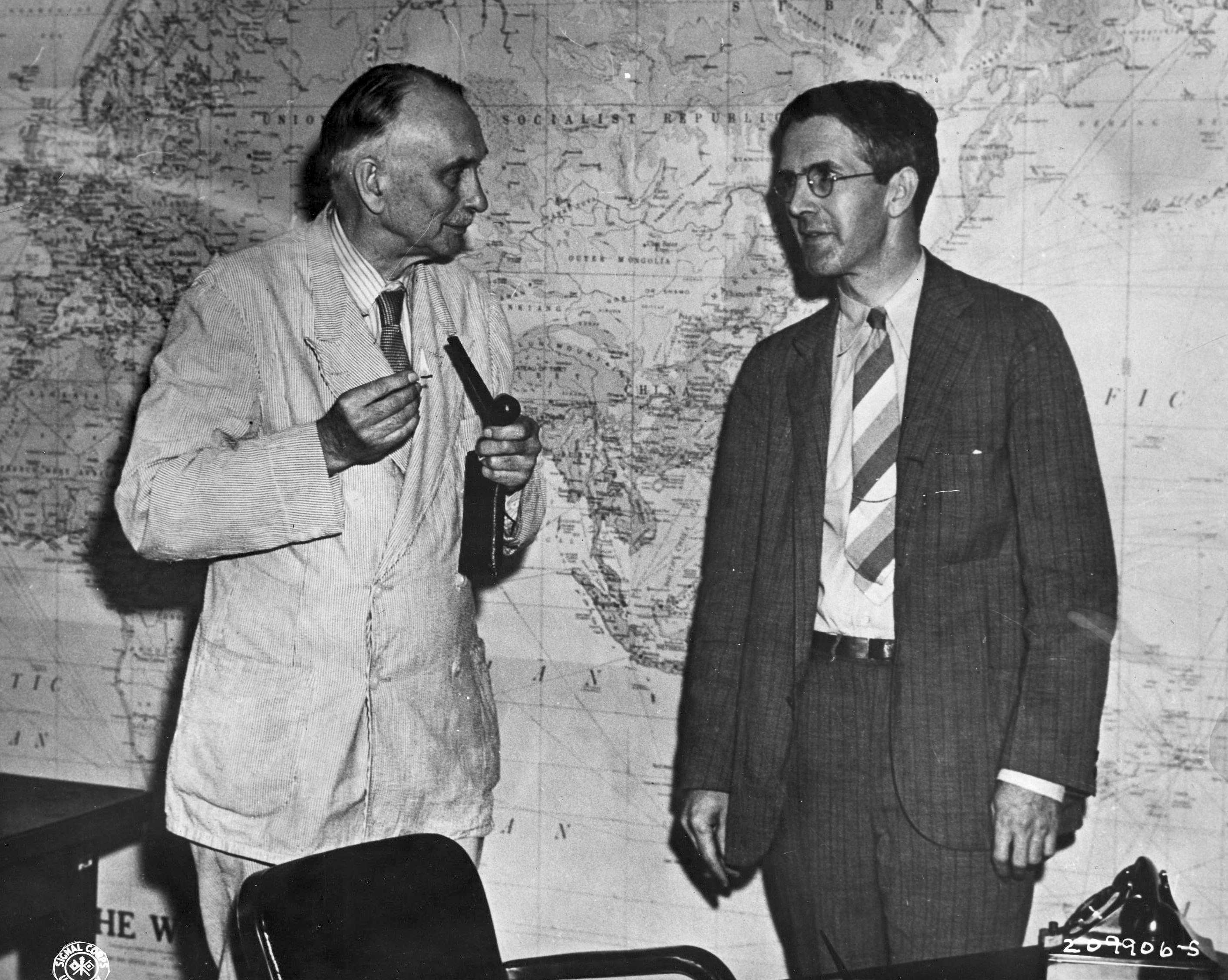
理查德·托勒曼（图左）和亨利·史迈斯（图右）

史迈斯通过了安全检查，被准许参观曼哈顿工程试验场所、调取文档，也可与研究人员讨论有关进展。格罗夫斯也同意了史迈斯的请求，允许他雇佣林肯·G·史密斯，另一位来自普林斯顿的物理学家，作为研究助理。一封给曼哈顿计划的高层管理人员肯尼斯·尼科尔斯、罗伯特·奥本海默、欧内斯特·劳伦斯、哈罗德·尤里及富兰克林·马赛厄斯的信中这样写道：
这么做的目的是明确地、及时地表彰那些长久以来一直不得不默默无闻地做着幕后工作的人们……史迈斯博士为了达成他的目标，对您的计划需要能够得到足够多的相关信息，也需要能够调取必要的文档……（以及）您或者您的首席助理提供的有关信息与建议。 
鉴于史迈斯在普林斯顿和芝加哥两地还有别的事情要做，他只能兼职完成这份工作，在他普林斯顿帕尔马实验室的办公室里作报告。史迈斯的办公室和与紧挨着的另一间办公室窗户上都装了铁条。此外，史迈斯的办公室还上了锁，被一个巨大的保险柜隔开，想进去也只能从隔壁由警卫值守的办公室进入。警卫八个小时一轮班，全天有人值守。史迈斯完成任务后，他们坐着军车将报告递交至身在华盛顿特区的格罗夫斯。
1944年8月，史迈斯将报告的提纲和草拟给格罗夫斯送审。1945年2月，前十二章的草稿被送审，只剩下报告的最终章节尚未完成。格罗夫斯和柯南特把稿子审了一遍，也加了一些批注进去。他们觉得报告对于大众来说太过专业化了，没有提到足够的曼哈顿计划参与者，而且關於洛斯阿拉莫斯国家实验室的活动佔了太多篇幅。格罗夫斯分外执着于提及那些作出了贡献的人们，因为他觉得这么做可以减少这份报告将国防安全暴露在危险之下的机会。史迈斯对此作出一系列更改后，格罗夫斯将草稿送到了他的科学顾问理查德·托勒曼那里，由托勒曼和他在国防研究委员会的两位技术助理，德克薩斯州大學奧斯汀分校的保罗·C·凡和哈佛大学的威廉·舒克利夫，一同编修报告的草稿。

史迈斯和托勒曼接受了一套准则，同意报告中所有的信息都按照以下的标准放出：
I.（A）该信息对于了解曼哈顿计划的全貌十分重要，或（B）该信息极具科学价值，将使得我国全体科学工作者集体受益；以及
II.（A）该信息已经基本为权威科学家们所知晓，或（B）在已知计划成功的前提下，该信息可以由权威科学家依照现有知识推断、猜测出来；或

III.（A）该信息对制造原子弹没有实质上的影响，或（B）该信息由一小组权威科学家（不超过15人，其中年长者不超过5人）在设备精良的大学实验室中钻研一年便可发现。 

1945年4月，史迈斯在写给奥本海默的一封信中写道：
一切有关军火方面的讨论也得剔除。不反对就军火问题进行概述，但是关于问题解决方案的细节还是得略过去。此外，我觉得他们不反对报告里出现核物理相关知识。将军觉得冶金和绝大部分化学方面的工作都得去掉，因为在没有给予足够的材料的情况下，一般的科学家要想推导出有关信息，很难。我不清楚将军具体的标准是什么，但我感觉提炼钚的部分可能得整个拿掉了，估计还得去掉一些化学方面的东西。

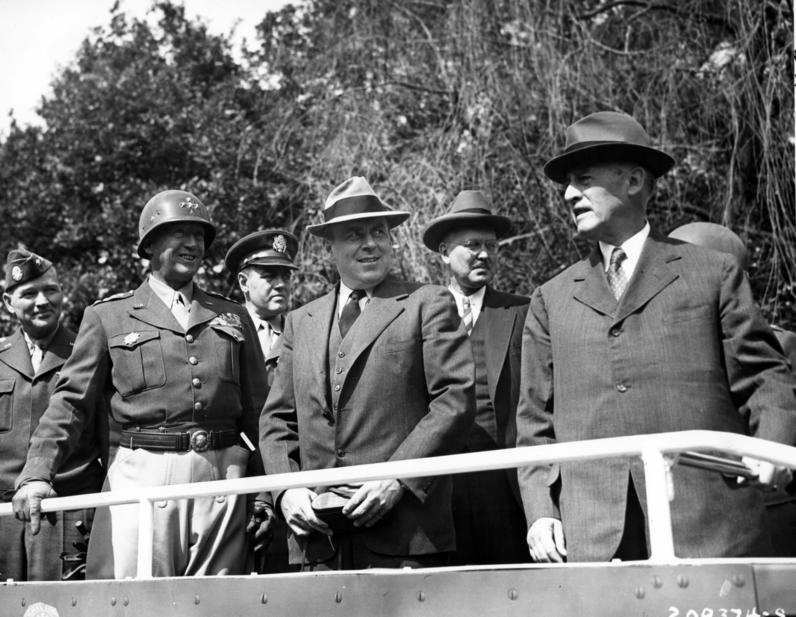
1945年7月，美国战争部长亨利·刘易斯·史汀生和他的顾问们在德国检阅美國陸軍第2裝甲師。从左到右依次为弗洛伊德·帕克斯少将、乔治·巴顿将军、威廉·H·凯勒上校、约翰·J·麦克洛伊、哈维·H·邦迪。

1945年7月，托勒曼和他的助理们完成了润稿工作， 并将草稿交由格罗夫斯，由他将稿件快递给一些指定的人选。这些人又写了一些评估报告，随后评估报告连同稿件一起被快递回格罗夫斯那里。这些评审人员个个都是大忙人，许多人只有几天甚至只有几个小时来审阅稿件。好些人（但不是所有）只是签了个字，表明他们觉得这份稿件还不错。曼哈顿区指挥官尼格尔斯则交回了一份详尽的评审报告。他很关心报告是否为各个组织团体和每个人的努力给予必要的肯定，并建议“起草报告的部分要完全归功于史迈斯，而且要说明军方除了要求他作报告之外并没有出力。”史迈斯得到了肯定，但没有出现有关军方所作出的贡献的说明。为了准备印发前的终稿，格罗夫斯将通过了安全检查的打字员由曼哈顿区总部转移到了华盛顿特区。
由于曼哈顿计划是盟军的协作成果，格罗夫斯需要同时取得英、美两国政府的同意才能出版《史迈斯报告》。1945年8月2日，美国战争部长亨利·刘易斯·史汀生的办公室中举行了一项会议，与会人员有史汀生本人及他的两位助理哈维·邦迪和乔治·哈里森，以及史汀生的军事助理威廉·H·凯勒上校。格罗夫斯、柯南特和托勒曼三人则作为曼哈顿计划的代表列席。曼哈顿计划英国科学任务的负责人詹姆斯·查德威克，与英国大使馆的罗格·马金斯代表英国方面出席。会议持续了两个小时，期间格罗夫斯和柯南特两人一直在试着让史汀生放心，这份报告绝对不会向苏联泄漏任何机密。
英方代表之一查德威克一开始还没来得及读一读史迈斯报告的草稿时，实在想不通美国人为什么要将这种文件公之于众。但当他看过史迈斯报告后，他一下子警觉起来，随后在和格罗夫斯、柯南特的一次会议中表明了自己的担忧，但后来又接受了他们的想法。“我现在已经确信，”查德威克写道，“曼哈顿计划本身的特殊性也好，计划背后的组织也好，它们都需要被人们特别对待。类似史迈斯报告这样的东西也许可以恰到好处地掩住那些真正需要保密的东西，因此这份报告很有必要。”

## 出版
报告在五角大楼里用平版印刷印出了一千份，全部贮藏在格罗夫斯位于哈里·S·杜鲁门大楼的办公室中，放在安全的地方并锁好。1945年8月9日，廣島與長崎原子彈爆炸结束后的三天，在白宫的一次会议中，报告被递交至时任美国总统的哈里·S·杜鲁门手中。 史汀生、哈里森、格罗夫斯、柯南特、万尼瓦尔·布什和海军五星上将威廉·D·莱希都提出了自己的看法，随后，杜鲁门准许立刻放出报告。 美國戰爭部将格罗夫斯办公室里放置的报告尽数放出。1945年8月11日晚九点，报告被送抵电台；8月12日，报告被送抵报社。

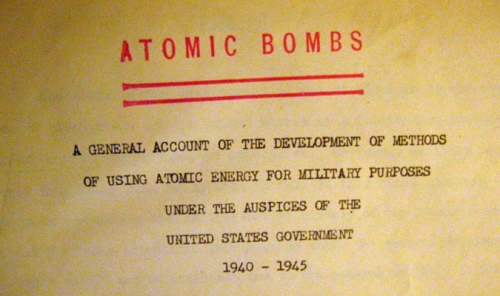
《史迈斯报告》带有“原子弹”红印章的平版印刷初版。该版本现藏于国会图书馆的珍本和特殊藏书区。

在成书之前，报告一开始起名为《核弹：在美国政府的支持下为军事目的利用原子能的方法发展的总的报告，1940-1945》。虽然说物理学家更喜欢用“核弹”一词，报告还是把这个词换成了“原子弹”，因为“原子弹”的叫法当时在坊间更为流行。这个标题也用在了史迈斯报告的版权声明中。报告的版权为史迈斯所有，但报告声明“允许部分或整体复制”。格罗夫斯将版权授予了史迈斯是为了防止别人将版权据为己有。
格罗夫斯担心标题对国防安全不利，因此印刷的时候封面上“原子弹”的字样被拿掉了。他们又额外制作了一个“原子弹”字样的橡皮章，以便需要的时候再加盖回去。报告缴送本的封面全都盖上了“原子弹”章，但那些新闻媒体手中的版本则没有盖上“原子弹”。结果，报告原本不起眼的副标题反而成了主标题，最后大家都开始称这份报告为《史迈斯报告》了。
在1945年年中，史迈斯找到了普林斯頓大學出版社负责人达图斯·C·史密斯，问他能不能在印刷厂夏季停工两周的时候暂租给政府，这样史迈斯就可以把某个顶级机密报告印上5000份了。史密斯回答说，他实在不明白为什么有人会需要打印5000份顶级机密报告。事实上，他觉得更可能发生的是出现意料外的印刷故障，然后印刷工人放假回来后发现满屋子的机密报告。想到这里，他不就太敢承担这种风险了。
在《史迈斯报告》正式向公众放出后，史密斯立刻决定将其出版。史迈斯耐着性子解释说任何人都可以随意出版，但普林斯顿大学出版社方面则称，他们要出版的只能是“史迈斯版”的报告。与此同时，史迈斯还找到了麦格劳-希尔集团商量出版的事情。麦克劳-希尔的编辑觉得报告写得太专业了，希望能够按照普通人的水平重写一遍。史迈斯对此很犹豫，毕竟这意味着他得拿着修改的稿子又重新在政府那边过一遍审。麦克劳-希尔的董事长詹姆斯·S·汤普森指出，美国政府印刷局肯定也会出版《史迈斯报告》，而且定价会比麦克劳-希尔集团的定价要低，这样一来就没法盈利了。史迈斯只得回到普林斯顿大学出版社那里。他只有一个要求：他不要版税。普林斯顿大学出版社同意了，但是附加了一个条件，要求出版必须得到格罗夫斯的批准。史迈斯在1945年8月25日的一封信中得到了格罗夫斯的授权。

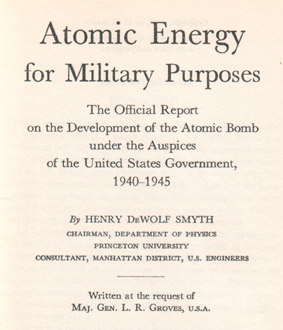
《史迈斯报告》的卷首

1945年8月17日，普林斯顿大学出版社拿到了报告的平版印刷版，史迈斯还在报告里动手纠正了些错误。字体排印工旋即着手开始再版工作，宾夕法尼亚州约克县的则负责印刷工作。由于战争时期物资短缺，出版商总担心找不着打印用纸。史密斯找到公司的曼尼和李奥纳多· 雷耶斯，跟他们讲起《史迈斯报告》，解释说报告很重要，问他们能否在12天内向送去30短噸（27公噸）纸。结果他们弄来了一车皮的纸，顺着一条侧线铁路从新英格兰运到了约克。这么多纸可以打印出足足三万份报告了，尽管普林斯顿大学出版社只需要用其中的一半。当他们在打印前三万份报告时，有消息称又有新的纸源了，还可以再多打三万份。这些纸随后通过侧线铁路运到了约克，卸到了卡车上，并运到了工厂中。
原版报告和普林斯顿版的报告有一点小小的不同。原版中用了简写的名字在普林斯顿版中被补上了完整的名字（即“名+中间名+姓”）。为了化解公众对核辐射问题的担忧，格罗夫斯在第十二章第18节中解释说广岛、长崎的原子弹爆炸在相对较高的位置，因此减少了放射性落下灰的范围，也将核裂变产物停在上层大气中。此外，他还删掉了一句有关核反应堆中核裂变产物中的中子毒物说明。俄文翻译者们很快就注意到了这次删减，并推定这与苏联原子弹计划有关。
在普林斯顿版之后的版本中也有不少改动。人们除了发现了四处误植，还有大量的读者来信认为，第一章的第44节中“光子（photon）”一词应当是“质子（proton）”（其实只是读者会错意了），结果导致这段话被重写了一遍。 英国政府则开始担心《史迈斯报告》没有点明英国的功劳，因此自己又出了一版40页的报告。这段报告在1945年11月的第五次印刷中被加到了附录七中。加拿大政府也写了一段两页纸的报告，收录在附录八里。
《史迈斯报告》被翻译成了超过40种不同的语言。除了普林斯顿大学出版社之外，美国政府印刷局、和His Majesty's Stationery Office均有出版，此外《现代物理评论》1945年10月刊中也重印了该报告。
格罗夫斯并没有打算用这份报告为曼哈顿计划画上句点——报告变成了曼哈顿计划的官史《曼哈顿区历史》（Manhattan District History）的补遗。《曼哈顿区历史》写了35卷，还有39个附录，于战后由曼哈顿计划的化学家、冶金学家、管理层撰写。这份官史在当时属于机密，因此不需要顾虑什么能写什么不能写。除了制造原子弹的一些细节外，大部分史料已经在1960年代至1970年代间解封，并向学者开放。

## 评价

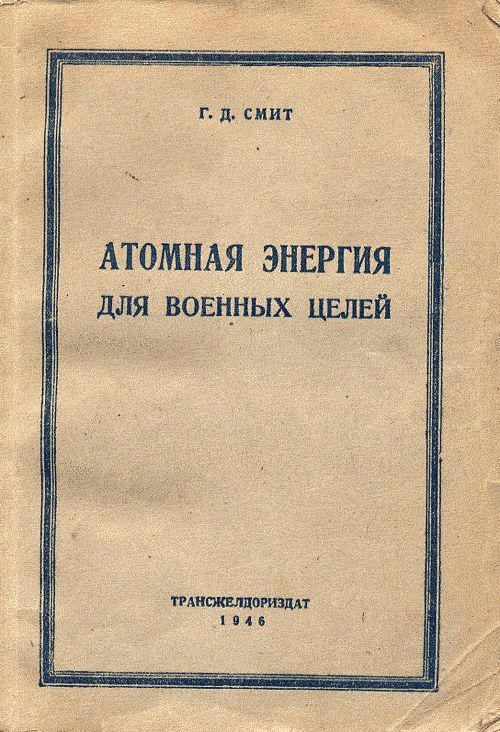
俄语版《史迈斯报告》的封面

9月10日，第一批印好的报告送抵书店。许多书店觉得报告太偏技术了，担心销量会走低，只有巴諾書店大批预定了许多份报告。在曼哈顿计划的大本营橡树岭，报告通过员工福利组织卖出了八千份。书店稀缺的洛斯阿莫斯和里奇兰也照橡树岭如法炮制，通过员工福利组织来销售报告。
《史迈斯报告》登上了《纽约时报》1945年10月中旬至1946年1月下旬的畅销书榜。从1946年到1976年停止印刷为止，报告一共印刷了八次。其间，普林斯顿大学出版社售出了62,612本平装书，64,129本精装书。
瑞贝卡·史瓦兹在她2008年的博士论文中写道，史迈斯本身拥有较强的相关学术背景，加之《史迈斯报告》出于安全考虑而着重强调物理，忽略了曼哈顿计划的化学、冶金学和军械制造过程，这会使公众误以为曼哈顿计划主要是物理学和物理学家的成就。史瓦兹还补充道，战后历史和流行文学也大都在效仿史迈斯报告，突出强调起物理学的功劳。“从此，”乔·阿嘎尔写道，“原子弹被视为物理学的成就。”爱因斯坦的質能等價方程也因为很流行的缘故，人们无可避免地将它与曼哈顿计划紧紧地联系起来。罗伯特·P·克里斯写道，《史迈斯报告》“在将E = mc2升华为原子能的象征中做出了无可替代的贡献。”
格罗夫斯则认为：
总体来讲，考虑到当时报告写作环境十分艰苦，《史迈斯报告》非常成功，准确、公正地认可了那些作出贡献的人们。本来，写出一个让大家都满意的报告就是一个很难的事情，但史迈斯报告在终审的时候，那批最了解曼哈顿计划的人几乎一致通过报告的出版。此外，毫无疑问，对于长崎原子弹爆炸后四处挖掘新闻的美国而言，这份报告提供的信息再准确不过了。 ——格罗夫斯，1962

## 注解
1. 1 2 3  Jones 1985，第560–61頁.
2. 1 2 3 4  Smyth 1976，第176–77頁.
3. 1 2  Brown & MacDonald 1977，第xix頁.
4. 1 2 3  Groves 1962，第350頁.
5. 1 2  Schwartz 2008，第iii–iv頁.
6. 1 2 3  Coleman 1976，第208頁.
7. 1 2  Smith 1976，第198頁.
8. 1 2  Smith 1976，第199頁.
9. ↑  . Array of Contemporary American Physicists.   [2014-12-12]. （原始内容存档于2014-12-13）.
10. ↑  Compton 1956，第100頁.
11. ↑  Jones 1985，第556–57頁.
12. ↑  Smyth 1945，第vii頁.
13. ↑  Wellerstein 2012c.
14. ↑  Groves 1945，第v頁.
15. ↑  Jones 1985，第557頁.
16. 1 2  Smyth 1976，第177–178頁.
17. ↑  Smyth 1976，第182頁.
18. 1 2 3  Jones 1985，第558頁.
19. 1 2 3  Groves 1962，第349頁.
20. ↑  Smyth 1976，第178–179頁.
21. ↑  Jones 1985，第558–559頁.
22. ↑  Wellerstein 2012b.
23. 1 2  Jones 1985，第560頁.
24. 1 2  Jones 1985，第560–561頁.
25. ↑  Groves 1962，第27–28, 351頁.
26. ↑  Groves 1962，第351頁.
27. 1 2  Smyth 1976，第183–85頁.
28. ↑  Smith 1976，第191–192頁.
29. ↑  Smyth 1976，第187–88, 192–94頁.
30. 1 2  Smith 1976，第195–96頁.
31. ↑  Groves 1962，第351–52頁.
32. ↑  Rhodes 1995，第215–17頁.
33. ↑  Coleman 1976，第208–11頁.
34. ↑  Brown & MacDonald 1977，第xvii–xxi頁.
35. ↑  Smith 1976，第196–197頁.
36. 1 2  Agar 2012，第292頁.
37. 1 2  Crease 2009，第127頁.
38. ↑  Groves 1962，第352頁.